# Carl Gustaf Otto Kristian Wrangel
Carl Gustaf Otto Kristian Wrangel af Sauss, född 4 april 1839 i Hamburg, Tyskland, död 4 oktober 1908 i Stockholm var en svensk greve, militär, hippolog och skriftställare. Han var son till ministerpresidenten greve Anton Reinhold Wrangel och Sara Maria Dedel, och gift med Thecla Wrangel.

## Biografi

### Löjtnant i Österrike
Wrangel genomgick 1855–1857 Krigsakademien på Karlberg, antogs 1859 som underlöjtnant vid österrikiska linjeinfanteriregementet nr 34 och deltog samma år med utmärkelse i slaget vid Solferino. Han fick avsked ur österrikisk tjänst 1862 och återvände 1863 till Sverige samt blev 1868 kammarherre. Sina krigsminnen skildrade han i Ett fälttåg med österrikiska 34. linjeinfanteriregementet (1867). 

### Publicistisk verksamhet, däribland för hästtidningar
1868–1878 var han redaktör för Tidning för hästvänner, som efterföljdes av tidskriften Sporren, vars utgivare han var 1879–1881. Wrangel, som från 1866 innehade egendomen Tolarp i Järstorps socken, och vid sidan därav bedrev publicistisk verksamhet som medarbetare i olika svenska och utländska tidningar, grundade 1879 Smålands Allehanda, vars första nummer utkom nyåret 1880. Den skulle enligt redaktionsanmälan var en frisinnad tidning samt "nitälska för framåtskridandet, bekämpa fördom och okunnighet och taga de förtrycktas försvar". Wrangel gav tidningen sin personliga prägel. Särskilt uppmärksammades hans kåserier som för tiden hade en ovanlig spirituell form. 
Wrangel intresserade sig även för den i Jönköping då uppträdande arbetarrörelsen, de så kallade arbetarringarna, men han varnade enträget för att "pietism och nykterism" skulle dras in i rörelsens program, man borde fasthålla vid det huvudsakliga, nämligen höjandet av arbetarnas ekonomiska standard. Emellertid hade Wrangel trots att tidningen fick en för en landstortstidning ovanligt stor spridning, svårt att sköta dess ekonomi. Han lämnade den redan 1884 i andra händer. 1884 fungerade han under några månader som souschef i Dagens Nyheter. Han var av ägaren Rudolf Wall tänkt att bli dennes efterträdare som tidningens huvudredaktör. Planen härpå övergavs dock efter en personlig schism dem emellan. Wrangel, som 1884 lämnat hovtjänsten, flyttade därefter utomlands och återgick 1888 till sin hippologiska författarverksamhet som redaktör för Hippologische Revue, som utgavs i Stuttgart, och för andra tyska publikationer på området. 

### 1892-1896 i Ungern och Tyskland
1892–1896 var han även ledare för olika stuterier och kapplöpningsanstalter i Ungern och Tyskland. 

### Återvänder till Sverige och får jobb på Svenska Dagbladet
1897 återvände han till Sverige och blev då chef för utrikesavdelningen i Svenska Dagbladet, en befattning han innehade till 1901. Som utrikesredaktör i Svenska Dagbladet tog Wrangel under det pågående boerkriget deciderat britternas parti mot boerna. Wrangel följde i detta avseende Harald Hjärne. Däremot företrädde Wrangel en för Finlands frihetssträvanden mera förstående inställning än Hjärne gav uttryck för. Wrangel var personligen en utmärkt skicklig ryttare, och en av sin tids främsta hippologiska auktoriteter i Sverige och åtnjöt även stort internationellt anseende. Bland hans många verk märks Hästvännen (1868), Nordiska stuteriboken (1872–1876) och Handbok för hästvänner (1877, ny reviderad upplaga 1913, även översatt till tyska). Hans insatser inom hästkapplöpningen ledde till att en årligt återkommande tävling vid Jägersro, C. G. Wrangels memorial, kom att uppkallas efter Wrangel.

## Utmärkelser
- Kommendör av andra klassen av Vasaorden, 1 december 1906.[6]
- Riddare av Vasaorden, 1876.[7]
- Kommendör av Bulgariska Sankt Alexanderorden, senast 1908.[6]
- Riddare av Grekiska Frälsareorden, senast 1877.[8]